# Подбудите на Аурора
„Подбудите на Аурора“ (на немски: Auroras Anlaß) е роман от австрийския писател Ерих Хакл (р. 1954), публикуван през 1987 г.
Романът е базиран по действителен криминален случай за майка, обзета от пигмалионов комплекс, която решава да изгради дъщеря си по свой образец, и когато не успява, я застрелва. Тази действителна случка става в Испания между двете световни войни и на времето раздвижва духовете. Но настъпилите след това политически събития в страната – кръвопролитната Гражданска война – погребват тази лична трагедия и едва половин столетие по-късно един австрийски писател я изважда отново на бял свят. Писателят е Ерих Хакл, а книгата му носи заглавието „Подбудите на Аурора“. Всъщност това е първата творба на младия белетрист – тя бързо привлича вниманието на читателската публика и на критиката и е отличена с литературната награда „Аспекти“ за 1987 г.

## Предистория и развръзка

### Амбициите на една испанска еманципаторка
Ерих Хакл разглежда в книгата си не толкова самото събитие, колкото мотивите за извършването на необикновеното убийство. След като е проучил много факти, обстоятелства и документи, писателят излага живота на една жена, станала жертва на собствените си непромислени докрай идеи за еманципацията на жената в съвременния свят.
И така: испанката Аурора Родригес Карбаиейра решава да роди дете, което да освободи човечеството и преди всичко неговата по-слаба половина – жените. Тя постъпва напълно рационално: намира един мъж, духовно и физически здрав, който е готов след успешното зачатие да изчезне завинаги от нейния живот. Аурора забременява, напуска дома на родителите си и на двадесети и четири годишна възраст се преселва в Мадрид. Там ражда през 1914 г. момиче, което нарича Илдегарт, тоест „градина на мъдростта“.

### Съвършеното възпитание
Още от самото начало амбициозната майка се заема с възпитанието на детето си. Така Илдегарт се сдобива с необикновена биография: на четиринадесет години полага матура и се включва в политическия живот на Испания, на седемнадесет завършва право и си създава име като авторка на дузина книги и брошури, в които се застъпва за равноправието на жените, контрола над раждаемостта и сексуалната свобода. По всичко изглежда, че Илдегарт ще оправдае надеждите на своята майка и ще постигне върховете на женското себеосъществяване в едно общество, което гледа на „слабия пол“ единствено като на средство за себевъзпроизвеждане, за поддържане на домашния уют и доброто настроение на мъжете.
Но през септември 1932 г. Илдегарт е изключена от младежката социалистическа организация поради нарушаване на партийния устав. Тогава „Червената дева“, както всички я наричат, става сподвижница на една федералистична партия, в която членуват свободомислещи млади хора. При демонстрация в Барселона Илдегарт се запознава с Абел Велиля, един от ръководителите на партията. И тогава, по мнението на майка ѝ, в нейния характер настъпва промяна.

### Конфликтът
Момичето никога не е имало детство, нито младост. Изведнъж Илдегарт загубва сериозното си отношение към живота и започва да се интересува от неща, които преди е пренебрегвала. Аурора Родригес е изумена, че дъщеря ѝ неочаквано пожелава сама да подбира дрехите си. Илдегарт поисква разрешение дори да носи верижки, гривни или медальони, когато излиза от къщи. Майката се е надявала, че след разрива със социалистите ще стане отново централна фигура в живота не дъщеря си. Но се случва точно обратното. Извършена е някаква грешка във възпитанието на Илдегарт, но каква? Постепенно Аурора добива чувството, че е измамена и че всичките ѝ усилия са отишли напразно. Не закъснява и острият конфликт с Илдегарт, която съобщава, че смята да замине сама в Лондон, за да продължи научната си дейност при един виден английски сексолог. Поканата е осигурена не от друг, а от световноизвестния британски писател Хърбърт Уелс.

### Размяната на ролите
Аурора Родригес е отчаяна. Ролите в дома ѝ са се разменили. Дъщерята е била напълно зависима от решенията и постъпките на майката. Сега е станало обратното. Аурора не може да си представи как ще продължи животът ѝ без нейната възпитаница. Двете водят дълги, но напразни разговори, докато стигат до извода, че взаимно са провалили възможностите си за реално съществуване. Илдегарт започва да мисли за самоубийство, но се чувства слаба сама да го извърви и моли майка си за помощ. Сега Аурора Родригес има достатъчно подбуди, за да извърши убийството. Дъщеря ѝ – нейната творба – се е оказала неспособна да постигне майчиния идеал. Затова трябва да умре от ръката на създателката си.

### Престъплението
На сутринта след съдбоносния разговор – датата е 9 юни 1933 година – Аурора Родригес изважда от нощното си шкафче пистолета, който е купила, за да защитава при нужда живота на Илдегарт. Зарежда го и без колебание влиза в стаята на своята дъщеря. Затваря внимателно вратата зад себе си, пипнешком намира лампата, която стои на малка масичка до леглото, отрупана с книги и вестници, и стреля няколко пъти в спящата Илдегарт. После слага пистолета в чантичката си, облича се и напуска жилището.
Съдебният процес протича без усложнения – Аурора прави пълни самопризнания и отказва да я обявят за невменяема. Осъждат я на двадесет и шест години затвор, но след година и половина я преместват в психиатрична клиника. Няколко месеца по-късно четирима генерали се вдигат срещу републиканското правителство. И сред размириците на гражданската война се изгубват следите на детеубийцата Аурора Родригес.